# Strangalia rubiginosa
Strangalia rubiginosa là một loài bọ cánh cứng trong họ Cerambycidae.